# King’s Lock

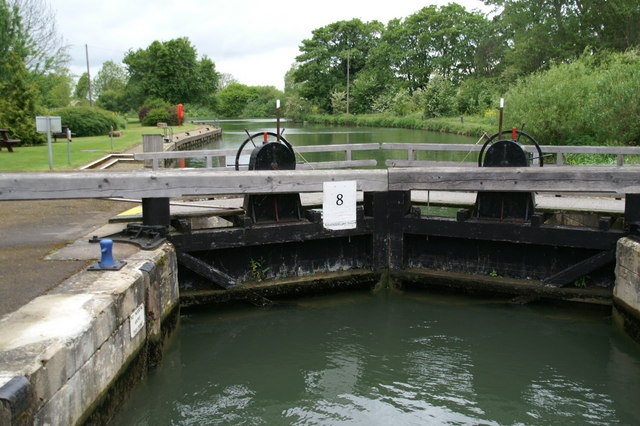
King’s Lock

King’s Lock ist eine Schleuse in der Themse in England. Die Schleuse liegt nördlich von Oxford in Oxfordshire auf der südlichen Seite des Flusses. Die Schleuse war eine der letzten im Verlauf der Themse, die von der Thames Conservancy gebaut wurde, um eine Stauschleuse zu ersetzen.
An der Schleuse gibt es eine große Insel. Hier beginnt der Wolvercote Mill Stream, der zum Duke’s Cut führt, der die Themse mit dem Oxford Canal verbindet. Der Wolvercote Mill Stream mündet unterhalb des Godstow Lock wieder in die Themse. Das Wehr ist auf der anderen Seite der Insel. Es gibt ein kleines Besucherzentrum an der Schleuse.

## Geschichte
Ein Wehr wird an der Stelle der Schleuse seit dem 16. Jahrhundert verzeichnet. Eine Schleuse wurde zuerst 1817 vorgeschlagen, wurde aber nie gebaut. Ein weiterer Vorstoß 1845 zum Bau blieb ebenfalls erfolglos. Sehr lange wurde über den Wasserstand am Wehr geklagt und dass die Stauschleuse nicht gewartet würde. Um 1872 wurde eine Bootsrutsche gebaut, um kleinere Boote um das Wehr herumlenken zu können. Das Wehr wurde 1885 erneuert, aber der Bau einer Schleuse erfolgte erst 1928.

## Der Fluss oberhalb der Schleuse
Etwas flussaufwärts der Schleuse liegt der nördlichste Punkt der Themse. Flussaufwärts wird der Wolvercote Mill Stream an der Nordseite vom Fluss abgelenkt und auf der Südseite trennt sich der Seacourt Stream vom Fluss. Der River Evenlode und der Cassington Cut, ein Arm des River Evenlode, münden an der Nordseite. Der Wharf Stream mündet kurz vor dem Eynsham Lock in den Fluss.
Der Themsepfad verläuft auf der Südseite des Flusses bis zum Eynsham Lock.